# Tatorinia bilinea
Tatorinia bilinea är en fjärilsart som beskrevs av Holland 1894. Tatorinia bilinea ingår i släktet Tatorinia och familjen nattflyn. Inga underarter finns listade i Catalogue of Life.